# Xylazin
Xylazin je veterinární lék používaný pro sedaci, anestezii, svalovou relaxaci a zmírňování bolesti zvířat, např. koní nebo dobytka.
Pro veterinární anestezii se xylazin často používá v kombinaci s ketaminem. Veterináři také používají xylazin jako emetikum, zejména u koček. Prodává se pod mnoha názvy po celém světě.
Ve Spojených státech a Portoriku se xylazin stal drogou, známou pod jménem „tranq“. Xylazin se míchá s heroinem a fentanylem, což uživatelům způsobuje mimo jiné kožní vředy a infekce v místech vpichu. Fentanyl smíchaný s xylazinem bývá označován jako "tranq dope" nebo „zombie droga“, protože po jeho požití lidé nejsou schopni koordinovaných pohybů a vypadají jako klátící se živé mrtvoly.

## Historie
Xylazin byl objeven jako antihypertenzivum v roce 1962 ve Farbenfabriken Bayer v německém Leverkusenu. Zprávy o použití xylazinu u zvířat byly hlášeny koncem 60. a začátkem 70. let 20. století.
Výsledky raných klinických studií na lidech potvrdily, že xylazin má tlumivé účinky na centrální nervový systém. Kvůli nebezpečným vedlejším účinkům, včetně hypotenze a bradykardie, nebyl Úřadem pro kontrolu potravin a léčiv (FDA) pro použití u lidí schválen. V USA tak byl schválen pouze pro veterinární použití.

## Užití xylazinu jako drogy
V roce 1979 byl zaznamenán první případ toxicity xylazinu u 34letého muže, který se sám léčil kvůli nespavosti injekcí jednoho gramu xylazinu.
Od počátku roku 2000 se xylazin rozšířil jako droga ve Spojených státech a Portoriku. V Portoriku se mu říká anestesia de caballo, což v překladu znamená „koňské anestetikum“.
Vzhledem k tomu, že xylazin a heroin způsobují podobné chování, bývá xylazin často tajně přimícháván do heroinu. Jejich kombinace vytváří potenciálně smrtelnější dávku než podávání samotného heroinu. Xylazin také často bývá součástí „speedballu“ (směs několika drog – obvykle kokain, heroin nebo morfin a fentanyl).
Na počátku 21. století Spojené státy sužovala opioidová epidemie. Jen v roce 2022 zemřelo na předávkování drogami téměř 109 680 Američanů, tedy průměrně 300 lidí za den, a z větší části za to byly zodpovědné syntetické látky jako fentanyl, které byly původně využívané ve zdravotnictví jako léky proti bolesti. Xylazin obsahovala téměř čtvrtina fentanylu zabaveného úřady v roce 2022.

### Vedlejší účinky
Předávkování xylazinem je u lidí často smrtelné.
Mezi nejčastější vedlejší účinky u lidí patří bradykardie, hypoventilace a hypotenze. Podávání xylazinu může vést ke vzniku cukrovky a hyperglykemie. Dalšími možnými vedlejšími účinky jsou ataxie, rozmazané vidění, dezorientace, závratě, ospalost.
Dlouhodobé intravenózní užívání xylazinu v kombinaci s opioidy je spojeno také s abscesy a vznikem vředů na kůži, které někdy vedou až k odumírání tkání.